# Tomáš Vaverčák
Tomáš Vaverčák, född 15 juli 1999, är en slovakisk rodelåkare.

## Karriär
Vaverčák tävlade för Slovakien vid olympiska vinterspelen 2022 i Peking, där han slutade på 13:e plats tillsammans med Matej Zmij i dubbel. Vaverčák var även en del av Slovakiens lag tillsammans med Katarína Šimoňáková, Jozef Ninis och Matej Zmij som inte fullföljde lagstafetten.